# Moore Reef, Queensland
Moore Reef är ett rev på Stora barriärrevet i Australien.   Det ligger 50 km öster om Cairns i delstaten Queensland.